# Đức Mẹ Akita
Đức Mẹ Akita (秋田の聖母マリア Thu Điền Thánh Mẫu Maria) là một tước hiệu của Đức Maria. Tước hiệu này bắt nguồn từ báo cáo về các cuộc hiện ra của Đức Mẹ vào năm 1973 bởi chị Agnes Katsuko Sasagawa ở Yuzawadai, gần thành phố Akita, Nhật Bản. Các thông điệp nhấn mạnh đến việc cầu nguyện và sám hối. Sasagawa nói rằng Maria nói: "Hãy cầu nguyện rất nhiều bằng lời cầu nguyện của Kinh Mân Côi, Chỉ một mình Mẹ có thể cứu con khỏi thiên tai sắp tới. Những người đặt niềm tin nơi Mẹ sẽ được cứu".

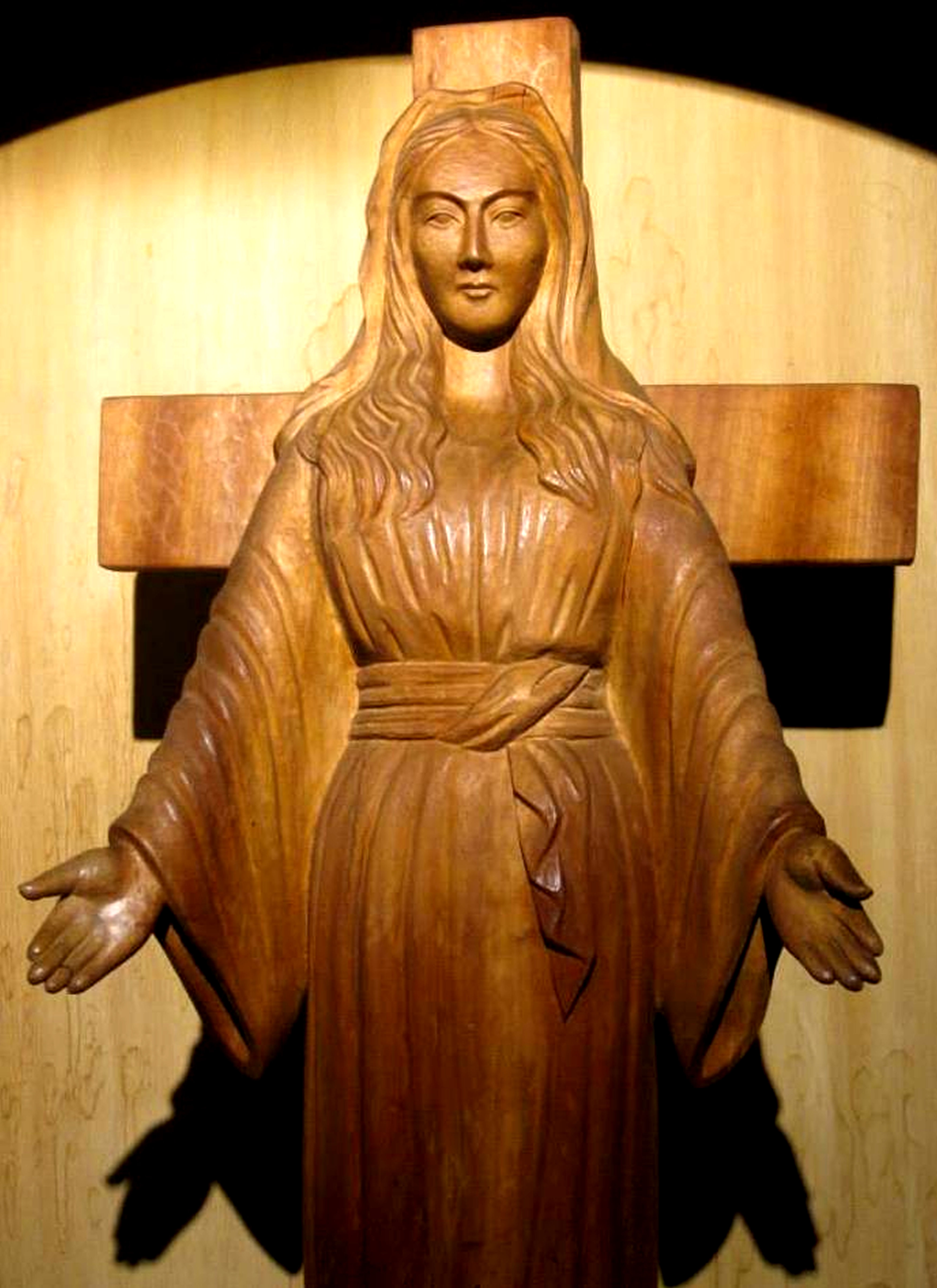
Đức Mẹ Akita

Các cuộc hiện ra bất thường trong đó có cả tiếng khóc của bức tượng Maria đã được phát sóng trên truyền hình quốc gia Nhật Bản.
Agnes Katsuko Sasagawa có một cơ thể rất yếu đuối. Năm 19 tuổi, chị bị bại liệt. Sau đó, Agnes Katsuko Sasagawa vào dòng nữ Junshin ở Nagasaki. Nhưng bốn tháng sau bệnh tình tái phát, chị phải vào nhà thương Myoko. Katsuko Sasagawa bị hôn mê trong 10 ngày liên tiếp và được cho uống nước suối Đức Mẹ Lộ Đức . Sau khi bình phục,chị về Tu Hội Nữ Tỳ Thánh Thể ở Yuzawadai vùng Akita..
Biến cố lạ lùng xuất hiện lần đầu tiên vào ngày 12 tháng 6 năm 1973, Agnes trông thấy những luồng ánh sáng phát ra từ nhà tạm. Những hiện tượng tương tự như thế tiếp tục xảy ra hai ngày sau đó.
Vào ngày 28 tháng 6 năm 1973, một vết thương hình thập giá xuất hiện trên bàn tay trái của Agnes. Vết thương chảy máu nhiều làm chị rất đau đớn.
Ngày 6 tháng 7 năm 1973, Agnes nghe một giọng nói từ tượng Maria trong nhà nguyện nơi mà chị đang cầu nguyện. Bức tượng được điêu khắc từ một khúc gỗ từ cây Katsura và cao khoảng gần một mét. Cùng ngày này, một vài nữ tu khác thấy những giọt máu chảy ra từ tay phải của bức tượng.
Vào ngày 29 tháng 9 khi vết thương trên tay phải bức tượng biến mất, người ta thấy bức tượng bắt đầu chảy nước nơi trán và cổ. Chị Agnes báo cáo rằng trong thông điệp đầu tiên Maria đã hỏi cô có chịu khó cầu nguyện không và tiên báo rằng bệnh điếc của cô sẽ được chữa khỏi. Các thông điệp yêu cầu phải cầu nguyện, đọc Kinh Mân Côi để chữa lành những tội lỗi của người khác. 
Ngày 3 tháng 8, Agnes nhận được thông điệp thứ hai:
"Nhiều người trong thế giới này gây đau đớn cho Chúa. Mẹ mong muốn các linh hồn an ủi Ngài để làm dịu sự tức giận của Cha Trên Trời. Mẹ muốn, với Con của Mẹ, cho các linh hồn, những người sẽ sửa chữa bởi đau khổ và nghèo đói của họ, cho những người tội lỗi và những kẻ vô ơn."
Ngày 13 tháng 10 năm 1973, chị nhận được thông điệp thứ ba cũng là thông điệp cuối cùng. Thông điệp này cảnh báo những thiên tai kinh hoàng sẽ xảy ra nếu người ta không cầu nguyện và lần chuỗi Mân Côi. Kết thúc của thông điệp là câu: "Những người đặt niềm tin nơi Mẹ sẽ được cứu".
Hai năm sau vào ngày 4 tháng 1 năm 1975, bức tượng Trinh Nữ Maria bắt đầu khóc. Bức tượng tiếp tục khóc trong 6 năm 8 tháng kế tiếp. Tất cả là 101 lần bức tượng khóc. "Con số 0 ở giữa tượng trưng cho Thiên Chúa là Đấng hằng hữu. Con số 1 phía trước số 0 là biểu tượng của bà Evà, con số 1 phía sau số 0 là biểu tượng của Maria."Các giọt nước mắt của Đức Mẹ đã được thí nghiệm ở trường Đại học Akita và Difu. Kết quả cho biết là nước mắt thật của con người, và máu thuộc loại máu O.
Trong một Thánh lễ chủ nhật vào năm 1982, Agnes Sister đã được chữa khỏi hoàn toàn bệnh điếc.
Ngày 27 tháng 2 năm 1978, Giáo hoàng Phaolô VI chấp nhận bản phê duyệt của Thánh Bộ Giáo Lý Đức về Tiêu chuẩn và Thủ tục liên quan đến Hiện ra và Mạc khải. Ngày 22 Tháng 4 năm 1984, Giám mục John Shojiro Ito của Niigata công nhận "tính cách siêu nhiên của một loạt các sự kiện mầu nhiệm liên quan đến bức tượng Thánh Đức Mẹ và cho phép toàn thể giáo phận được tôn kính Đức Mẹ Akita, trong khi chờ đợi Tòa Thánh công bố phán quyết cuối cùng về vấn đề này" .
Vào tháng 6 năm 1988, Hồng y Joseph Ratzinger (sau là Giáo hoàng Biển Đức XVI) là Tổng Trưởng của Thánh Bộ Giáo Lý Đức Tin, đã đưa ra phán quyết dứt khoát về Đức Mẹ Akita rằng sự kiện và sứ điệp đáng tin cậy và xứng đáng với niềm tin.